# Sanctuary (manga)
Sanctuary  (サンクチュアリ Sankuchuari?) es un manga escrito por Sho Fumimura, e ilustrado por Ryoichi Ikegami. Se serializó en la revista Big Comic Superior desde 1990 a 1995, Para después ser recopilado en 12 volúmenes por Shogakukan. Fue publicado en español por Planeta de Agostini de forma parcial,y en 2004 Otakuland editaria este título en la edición Wideban japonesa, llegando a un total de 6 tomos de 400 páginas. Es un superventas japonés, siendo considerada la obra cumbre de la unión de los dos autores.

## Argumento
Sanctuary trata sobre la vida y sueños de Akira Hojo y Chiaki Asami. Repatriados de niños desde su país natal, Camboya, a Japón, quedan sorprendidos por el sistema de vida japonesa. Acostumbrados a vivir en medio de la guerra y luchar por su supervivencia, se encuentran en un país de gente apaciguada y sin sueños; gobernados por un parlamento lleno de diputados ancianos y ambiciosos de poder y dinero. Tras investigaciones e intentos de cambiar las cosas, descubren que todo el sistema de poder japonés esta fríamente hilado por yakuzas y políticos, que vapulean a la sociedad a su antojo, y se enfrentan y alían solamente para conseguir más poder.
Siendo conscientes de ello, en la universidad comprenden que la única manera de cambiar las cosas es entrar y formar parte del juego, en pos a crear su propio santuario, una sociedad viva y despierta que luche por sus sueños. Para ello, deciden que uno tendrá que convertirse en yakuza, y el otro en político, e intentar subir lo más rápidamente en la escala de poder ayudándose mutuamente. Se juegan los respectivos destinos de los dos, a "piedra, papel, tijera", siendo Asami el que empezara carrera política, y Hojo el que entre a formar parte en la yakuza local y subir puestos.
La historia muestra la cruenta lucha de poder que existe entre la conocida yakuza, y los políticos, dando a entender sus semejanzas. Las traiciones son el pan de cada día, y los aliados un recurso poderoso. Hojo, a través de las armas, se mueve en la delgada línea de mantener contentos a sus aliados, deshacerse de los estorbos, y conquistar zonas de todo Japón poco a poco. Mientras Asami, con sus capacidad de convocatoria e retórica, convence a aliados, rompe grupos políticos, y hace ver a los diputados de menos edad que los ancianos del poder intentarán cortarles las alas antes de que puedan obtener un cargo de poder en algún ministerio.

## Adaptaciones
Sanctuary ha sido adaptada a una OVA de 50 minutos de duración y a una película de imagen real.

## Personajes
- Hojo Akira: Jefe de la familia Sagara, y amigo de la infancia de Asami. Tiene como objetivo unir toda la yakuza de Japón bajo su mando, para poder apoyar la carrera electoral de Asami.
- Asami Chiaki: Ambicioso político, y amigo de la infancia de Hojo. Intenta hacerse con el apoyo de "la generación de los setenta", políticos jóvenes maltratados por los dos grandes partidos de Japón.
- Isaoka: El "Viejo Zorro", que aunque no tiene cargo de poder real, sus contactos económicos, políticos, y criminales le hacen ser la cabeza pensante del partido Liberal Democrático.
- Tokai: EL maestro de Hojo. Es violento y con un alto sentido del honor. Reconoce su poca inteligencia, por lo que sede el poder a su alumno.
- Tashiro: Asistente de Hojo. Le vendió su vida a Hojo a cambio de que pagara el tratamiento médico de su hijo. Le está eternamente agradecido.
- Ishihara Kyoko: Subcomisaria del Distrito de Tokio. Mantiene una relación de amor-odio con Hojo, lo que hace que aunque sepa de sus planes, no se lo impida totalmente.
- Ozaki: Asistente de Ishihara. Tienen un gran conocimiento de la yakuza de la zona de Kanto. Mantiene al corriente a Ishihara de todos los movimientos.

## Volúmenes
- Volume 1 (Japan): 1990-12-01
- Volume 2 (Japan): 1991-06-01
- Volume 3 (Japan): 1991-09-01
- Volume 4 (Japan): 1992-04-01
- Volume 5 (Japan): 1992-11-01
- Volume 6 (Japan): 1993-05-01
- Volume 7 (Japan): 1993-11-01
- Volume 8 (Japan): 1994-03-01
- Volume 9 (Japan): 1994-07-01
- Volume 10 (Japan): 1994-10-01
- Volume 11 (Japan): 1995-03-01
- Volume 12 (Japan): 1995-06-01